# Macrodipteryx
Genre
Macrodipteryx était un genre d'oiseaux de la famille des Caprimulgidae, dont les deux espèces se trouvent en Afrique. Des études moléculaires ont montré que ce genre était niché au sein du genre Caprimulgus, avec lequel il a de fait été synonymisé,.

## Liste d'espèces
Selon la classification de référence du Congrès ornithologique international (version 2.11, 2012) :
- Macrodipteryx longipennis (Shaw, 1796) – Engoulevent à balanciers
- Macrodipteryx vexillarius (Gould, 1838) – Engoulevent porte-étendard